# Ustav Federacije Bosne i Hercegovine
Ustav Federacije Bosne i Hercegovine je najviši pravni akt Federacije Bosne i Hercegovine. Donesen je na sjednici Ustavotvorne skupštine Federacije Bosne i Hercegovine 30. ožujka 1994. godine, nedugo nakon postizanja Washingtonskog sporazuma.

## Poglavlja
Usvojeni tekst sastoji se od sljedećih poglavlja:
I. Uspostava Federacije
II. Ljudska prava i temeljne slobode
III. Podjela ovlasti između federalne i kantonalne vlasti
IV. Ustroj federalne vlasti
V. Kantonalne vlasti
VI. Općinska vlast
VII. Međunarodni odnosi
VIII. Amandman na Ustav
IX. Prihvaćanje i stupanje na snagu Ustava te prijelazne mjere
X. Dodatak Ustavu Federacije Bosne i Hercegovine

## Amandmani
Od 1994. do danas doneseni su brojni amandmani na Ustav FBiH,  kojima su određeni dijelovi teksta usklađeni s Ustavom Bosne i Hercegovine, te uređena neka otvorena pitanja u odnosima zainteresiranih strana. 

## Vanjske poveznice
- Ustav Federacije BiH